# Rio Verruga
O Rio Verruga é um pequeno curso de água brasileiro que banha o estado da Bahia. Nasce em Vitória da Conquista na Reserva de Poço Escuro e deságua no Rio Pardo em Itambé. O Verruga só banha duas cidades que são: Vitória da Conquista e Itambé, é um dos pequenos rios mais poluídos no Brasil. Um dos maiores problemas do rio é a poluição, que se mantém constante. Esses problemas estão longes de serem corrigidos e não tem previsão para ser concluídos.